# Rokitno Wąskotorowe
Rokitno Wąskotorowe – dawny przystanek osobowy kolejki wąskotorowej w Rokitnie, w gminie Ulhówek, w powiecie tomaszowskim, w województwie lubelskim.